# The Name of the Game (Fernsehserie)
The Name of the Game ist eine US-amerikanische Fernsehserie, die von 1968 bis 1971 lief. Die Hauptrollen spielten Gene Barry, Robert Stack und Anthony Franciosa. Diese drei traten allerdings nicht zusammen auf; sie wechselten sich in der alleinigen Hauptrolle ab. The Name of the Game ist somit eine Wheel series.

## Inhalt
Howard Publications ist ein großes Verlagshaus in Los Angeles. Der Besitzer, Glenn Howard, hat es gegründet und leitet es nun. Zu den von der Firma veröffentlichten Magazinen gehört das People Magazine, für das der Investigativjournalist Jeff Dillon arbeitet. Auch das Crime Magazine wird von Howard Publications herausgegeben. Diese Zeitschrift wird von dem ehemaligen FBI-Agenten Dan Farrell geleitet. Howard, Dillon und Farrell, gelegentlich aber auch andere Angestellte, werden bei Untersuchungen zu Kriminalfällen, Korruptionsfällen und ähnlichem gezeigt.
David Thorburn klassifiziert in seinem Artikel, der in der Encyclopedia of Television erschien, The Name of the Game als Abenteuer/Mystery-Serie. Er schreibt, es wäre eine der ersten Fernsehserien gewesen, die regelmäßig die wachsenden sozialen und politischen Unruhen der späten 1960er Jahre behandelte, Themen wie Gegenkulturen, Rassenkonflikte, die sexuelle Revolution, politische Korruption oder Umweltverschmutzung.

## Hintergrund
Mitte der 1960er Jahre begannen verschiedene Fernsehsender mit der Produktion von Fernsehfilmen. Als sich 1966 abzeichnete, dass aus Fernsehfilmen höhere Gewinne erzielt werden konnten als durch die Ausstrahlung von älteren Spielfilmen, strahlte NBC am 26. November 1966 den Fernsehfilm Fame Is the Name of the Game als World Premiere aus. In dem Remake des Films Todesfalle von Chikago aus dem Jahr 1949 führte Stuart Rosenberg Regie. Die Hauptrollen spielten Anthony Franciosa, Jill St. John und Jack Klugman. Die Schauspielerin Susan Saint James hatte darin ihre erste Filmrolle überhaupt. Der Film wurde mit fast 35 Millionen Zuschauern zu einem Überraschungserfolg.
Fast zwei Jahre später, am 20. September 1968, startete die auf dem Film aufbauende Serie The Name of the Game. Anthony Franciosa und Susan Saint James führten ihre Rollen fort, Gene Barry ersetzte George Macready in der Rolle des Glenn Howard. Die Folgen waren etwa 75 (mit Werbung 90) Minuten lang, was bis dahin nur von Anthologie-Serien bekannt war. Die Serie war auch aufwändig produziert und hatte ein Budget von 400.000 Dollar pro Folge. Dies machte The Name of the Game zur teuersten Serie ihrer Zeit. Lange Zeit wurde sie als teuerste Serie überhaupt bezeichnet, mittlerweile wird sie diesbezüglich mit Game of Thrones verglichen.
Die Serie orientierte sich von Anfang an mehr an Kinofilmen als an anderen Fernsehserien. Weil jede Folge ein in sich abgeschlossener Film war, konnten für The Name of the Game besonders viele Filmschauspieler verpflichtet werden. Die drei Hauptdarsteller, Anthony Franciosa, Gene Barry und Robert Stack, absolvierten ihre Folgen einzeln. Tatsächlich gab es in der gesamten Serie keine einzige Folge, in der sowohl Anthony Franciosa als auch Robert Stack erschien. Daher wird auch gesagt, dass The Name of the Game eigentlich drei Serien unter einem Titel waren. Als Verbindung zwischen den drei Teilserien diente die von Susan Saint James gespielte Peggy Maxwell. Bald schon entwickelte jede der drei Teilserien einen eigenen Charakter.
The Name of the Game war zwar erfolgreich, kam aber in keiner der drei Staffeln in die dreißig erfolgreichsten Serien.
Die Folge I Love You, Billy Baker wurde im Sommer 1970 im Caesars Palace in Las Vegas gedreht. Neben Sammy Davis, Jr. in der Titelrolle des Billy Baker traten mehrere Stars wie Ray Charles, Peter Lawford, Frank Sinatra, Ike & Tina Turner oder Dionne Warwick als sie selbst auf. Die Hauptrolle hatte Anthony Franciosa, der bereits öfter durch seine Extravaganzen für Unruhe gesorgt und vor allem Produzenten und Regisseure, aber auch Gaststars verärgert hatte. In dieser Folge trieb er es auf die Spitze und wurde schließlich handgreiflich, was zu einem Skandal führte. Noch während der Dreharbeiten wurde Anthony Franciosa entlassen.
Die Verantwortlichen hofften auf seine Rückkehr, schließlich waren die Episoden mit Anthony Franciosa die erfolgreichsten. Doch er kam nicht zurück. The Name of the Game hatte das Zugpferd verloren und endete kurz danach mit der dritten Staffel.

## Besetzung
| Schauspieler      | Rollenname       | Folgen | Folgen | Folgen | Jahre     |
| Schauspieler      | Rollenname       | H      | N      | G      | Jahre     |
| ----------------- | ---------------- | ------ | ------ | ------ | --------- |
| Gene Barry        | Glenn Howard     | 27     | 14     | -      | 1968–1971 |
| Robert Stack      | Dan Farrell      | 26     | -      | -      | 1968–1971 |
| Anthony Franciosa | Jeff Dillon      | 16     | 1      | -      | 1968–1970 |
| Robert Culp       | Paul Tyler       | 2      | -      | -      | 1970      |
| Cliff Potts       | Andy Hill        | 1      | 6      | -      | 1968–1969 |
| Darren McGavin    | Sam Hardy        | 1      | -      | 2      | 1968–1970 |
| Vera Miles        | Hilary Vanderman | 1      | -      | 2      | 1968–1970 |
| Robert Wagner     | Dave Corey       | 1      | -      | 1      | 1970–1971 |
| Peter Falk        | Lewis Corbett    | 1      | -      | -      | 1971      |
| Susan Saint James | Peggy Maxwell    | -      | 36     | -      | 1968–1971 |
| Ben Murphy        | Joe Sample       | -      | 13     | -      | 1968–1970 |

## Ausstrahlungen
The Name of the Game wurde zwischen dem 20. September 1968 und dem 19. März 1971 von NBC erstausgestrahlt. Später wurde die Serie in den USA auch auf anderen Sendern gezeigt. Im deutschsprachigen Raum scheint die Serie niemals im Fernsehen gezeigt worden zu sein.
Auf DVD ist The Name of the Game nicht erhältlich. 2014 kündigte Shout! Factory die Veröffentlichung der ersten Staffel an. Diese kam jedoch nicht zustande.

## Auszeichnungen
The Name of the Game wurde in den Jahren 1969, 1970 und 1971 insgesamt neunmal für einen Emmy nominiert und konnte ihn zweimal gewinnen. 1969 und 1970 wurde die Serie in der Kategorie Dramaserie nominiert, unterlag dabei aber den Serien NET Playhouse und Dr. med. Marcus Welby. Susan Saint James war in allen drei Jahren nominiert. 1969 gewann sie in der Kategorie Nebendarstellerin in einer Serie. In den beiden anderen Jahren war sie in der Kategorie Nebendarstellerin in einem Drama nominiert, verlor aber 1970 gegen Gail Fisher und 1971 gegen Margaret Leighton. 1969 verlor zudem Anne Baxter in der Kategorie Hauptdarstellerin (Einzelleistung) gegen Geraldine Page. 1971 erhielt Jack A. Marta einen Emmy in der Kategorie Kamera. Zudem gab es noch weitere zwei Nominierungen.
Bei den Golden Globes 1969 war The Name of the Game in der Kategorie Beste Fernsehserie nominiert, verlor aber gegen Laugh-In.
1972 wurde die Folge LA 2017 in der Kategorie Beste Dramatische Präsentation für einen Hugo Award nominiert, verlor aber gegen Uhrwerk Orange.